# Дорошенко Петро Омелянович
Петро́ Омеля́нович Дороше́нко (нар. 1907, станиця Мечетинська Ростовського округу, Область Війська Донського — 6 травня 1982) — український радянський і партійний діяч. Кандидат у члени ЦК КПУ в 1952—1954 р. Член ЦК КПУ в 1954—1956 і 1960—1971 роках. Член Центральної Ревізійної Комісії КПРС у 1956—1961 роках. Депутат Верховної Ради Української РСР 3-го скликання. Депутат Верховної Ради СРСР 5—7-го скликань.

## Біографія
Народився наприкінці червня 1907 року в станиці Мечетинській Ростовського округу, Область Війська Донського в селянській родині. Українець.
У 1927 році закінчив сільськогосподарський технікум за спеціальністю агроном.
З 1927 року — помічник дільничного агронома, головний агроном радгоспу у Воронезькій області, завуч, директор Північно-Кавказького технікуму.
У 1930—1935 роках навчався в Азово-Чорноморському сільськогосподарському інституті.
У 1935—1937 роках працював старшим агрономом Новосергіївського зернорадгоспу Ростовської області.
У 1937—1940 роках — завідувач навчальної частини, директор Шамовського сільськогосподарського технікуму в Кіровоградській області. Член ВКП(б) з 1939 року.
У 1940—1941 роках — начальник Кіровоградського обласного земельного відділу.
У січні 1942—1945 роках — командир взводу у внутрішніх військах НКВС в Таджикистані.
У 1945—1946 роках — на партійній роботі. У 1946 — лютому 1949 року — завідувач сільськогосподарського відділу Кіровоградського обласного комітету КП(б)У.
У лютому 1949 — квітні 1950 року — секретар Кіровоградського обласного комітету КП(б)У.
У квітні 1950 — квітні 1954 року — завідувач сільськогосподарського відділу ЦК КП(б)У.
6 квітня 1954 — 22 серпня 1955 року — 1-й секретар Вінницького обласного комітету КПУ.
У 1955 — липні 1959 року — завідувач сільськогосподарського відділу ЦК КПРС по союзних республіках.
10 вересня 1959 — 10 січня 1963 — 1-й секретар Чернігівського обласного комітету КПУ.
У січні 1963 року — інспектор ЦК КПУ.
14 січня 1963 — листопад (оф. 4 грудня) 1964 року — 1-й секретар Одеського сільського обласного комітету КПУ.
З листопада до грудня 1964 року — інспектор ЦК КПУ.
14 грудня 1964 — 20 березня 1965 року — 1-й секретар Кіровоградського обласного комітету КПУ.
16 березня 1965 — 2 лютого 1971 року — міністр сільського господарства Української РСР.
З 1971 року — персональний пенсіонер союзного значення.

## Нагороди
- Орден Леніна (22.03.1966)
- Орден Жовтневої Революції
- Орден Дружби народів (28.06.1977)
- Орден Трудового Червоного Прапора
- Орден «Знак Пошани»
- сім медалей